# Ljamin
Il Ljamin (in russo  Лямин?) è un fiume della Russia, nella Siberia occidentale, affluente di destra del Ob'. Scorre nella parte nord-occidentale del Surgutskij rajon nel Circondario autonomo degli Chanty-Mansi-Jugra (Oblast' di Tjumen').

## Descrizione
Il Ljamin è formato dalla confluenza di due fiumi: 
- Pervyj Ljamin, o Ljamin 1, (Первый Лямин; in mansi: Еминглеминг, Emingleming; chiamato anche Svjataja Ljamin), che ha una lunghezza di 133 km.[4]
- Vtoroj Ljamin, o Ljamin 2, (Второй Лямин; in mansi: Ехминглеминг, Echmingleming; chiamato anche Borovaja Ljamin) che ha una lunghezza di 210 km.[5]

Dopo 10 km confluisce da sinistra un terzo fiume: 
- Tretij Ljamin, o Ljamin 3, (Третий Лямин; in mansi: Мевтинглеминг, Mevtingleming; chiamato anche Jazëvaja Ljamin) che ha una lunghezza di 83 km.[6]

Tutti e tre i fiumi hanno origine ad un'altitudine di 120–140 m sul livello del mare dalle paludi degli Uvali siberiani, un modesto rilievo ad andamento collinare che si estende a nord-est del corso dell'Ob.
Il Ljamin scorre attraverso la taiga paludosa del bassopiano della Siberia occidentale, in direzione sud e sud-est; il corso è molto tortuoso con molte anse. Sfocia nell'Ob all'altezza del villaggio di Ljamina, 90 km a ovest di Surgut. La confluenza si trova ad un'altitudine di 24 m. La lunghezza del fiume è di 281 km, assieme al Ljamin 1 arriva a circa 420 km; l'area del bacino è di 15 900 km². La portata media annua del fiume (al villaggio di Gorškovo) è di 100 m³/s. Sfocia nell'Ob' a 1 369 km dalla sua foce.
Altri affluenti del Ljamin, da sinistra, sono: Sanken-Jaun (Санкен-Яун) e Juma-Eega (Юма-Ега). Il Ljamin è navigabile fino al villaggio di Gorškovo, a 170 km dalla foce. Vicino alla confluenza nell'Ob', oltre al villaggio di Ljamina, si trova anche l'insediamento di Pesčanaja (Песчаная).
Il fiume, alimentato principalmente dalla neve, è gelato da ottobre sino a maggio.

## Flora e fauna
Nel bacino del fiume la vegetazione tipica comprende: abete rosso, abete, betulla e ontano. La pianura alluvionale del fiume è caratterizzata da salici, distese erbose e piante spontanee con frutti a bacca.
Il fiume è ricco di pesci: storione sterleto, muksun, bottatrice, luccio, Coregonus nasus e Coregonus peled.